# Giuseppe Marliani
Giuseppe Marliani (Piacenza, 1720 – post 1782) è stato un attore teatrale italiano.

## Biografia
Considerato da Carlo Goldoni «il più bravo, il più comico, il più delizioso del mondo» (Prefazioni, XVII, p. 752), si avvicinò alla recitazione seguendo le lezioni di Alessandro D'Afflisio, che interpretava il ruolo dell'innamorato. Originario di Piacenza, svolse la sua carriera a Venezia.
Marliani fu all'inizio della sua carriera "ballerino di corda" nella compagnia di acrobati guidata dal romano Gaspare Raffi, all'interno della quale conobbe Maddalena Facchinetti, all'epoca anch'ella ballerina di corda nonché sua futura moglie e famosa attrice. In quel periodo Marliani si esibiva sia al mattino come danzatore di corda in Piazza San Marco che alla sera come attore al San Moisè. In seguito Maddalena si allontanò per tre anni dalla compagnia e dal marito, facendo ritorno nel 1751.
La carriera di Marliani ebbe una svolta fondamentale quando nel 1749 entrò a far parte come protagonista della compagnia comica di Girolamo Medebach, nel periodo in cui Goldoni era appena diventato autore della compagnia. Recitò in alcune delle più importanti opere goldoniane del periodo della riforma, tra le quali: Il poeta fanatico, Il teatro comico, La bottega del caffè (come Ridolfo), I puntigli domestici, La moglie saggia (come Brighella umanissimo), La donna volubile, e infine La donna vendicativa. In questo periodo, certamente dal 1748 al 1753, Marliani recitò nel Teatro Sant'Angelo.
Maddalena, che una volta rientrata a Venezia fu anche amante di Goldoni, interpretava nella compagnia di Medebach il ruolo di servetta con il nome di Corallina, distinguendosi per il grande temperamento, per la maliziosa femminilità, interpretando La castalda, Le donne gelose, La serva amorosa. Per lei vennero creati i personaggi di Olivetta de La figlia obbediente (con Marliani-Brighella aspramente caricaturale) e Mirandolina de La locandiera (con Marliani come Fabrizio).
Successivamente (probabilmente dal 1774) si esibì nel Teatro di San Giovanni Grisostomo con la compagnia di Carlo Battaglia.
Marliani si distinse per le grandi qualità recitative e la grande versatilità: in scena era capace di parlare in numerosi dialetti, di suonare uno strumento realizzato da lui stesso e di trasformarsi in vari personaggi, recitando sia nel comico sia nelle parti tragiche, come quelle dell'abate drammaturgo Pietro Chiari. Recitò sia con la maschera di Brighella che senza, e fu uno dei migliori interpreti delle commedie goldoniane. Marliani recitò, su testo di Goldoni a lui dedicato, la celebre frase: «Colla maschera son Brighella, senza maschera son un uomo che, se non è poeta per l'invenzion, ha però quel discernimento che basta per intender el so mistier. Un comico ignorante no pol riuscir in nessun carattere» (Il teatro comico, atto II, scena 1).
Incerta la data della morte, abbiamo sue notizie solo fino al 1782. Morì probabilmente nell'ultimo decennio del Settecento.

## Curiosità
- Dilettante alchimista, Marliani aveva composto un metallo simile all'argento, ma di scarso valore.[2]